# Robert Mortimer Glover
Robert Mortimer Glover (* 2. November 1815 in South Shields; † 10. April 1859 in London) war ein britischer Wissenschaftler, Chirurg und Anästhesist.

## Leben und Wirken
Robert Mortimer Glover wurde als Sohn des Kaufmanns William Glover und seiner Frau Catherine 1815 in South Shields, einer kleinen Stadt in der Nähe von Newcastle upon Tyne geboren. Im Frühjahr 1829 wurde er im Alter 14 Jahren von Thomas J. Aiken, einem bekannten Chirurgen in Edinburgh, als Lehrling für das Royal College of Surgeons of Edinburgh angestellt. Im Mai 1830 schrieb sich Glover an der Medizinischen Fakultät der University of Edinburgh ein. Hier war er am Royal Infirmary unter James Syme, John Reid und Thomas J. Aiken tätig. Den Winter 1834/1835 verbrachte er zu Studienzwecken bei Lombard, einem Schweizer Chirurgen in Genf. Im Mai 1835 kehrte Glover nach Edinburgh zurück und wurde dort zum Mitglied der Medical Society of Edinburgh gewählt, in welcher unter anderem auch James Young Simpson Mitglied war. Am 18. Juli 1837 erhielt Glover das Licentiate of the Royal College of Surgeons of Edinburgh. Im November des gleichen Jahres ging er nach Paris, um bei bekannten französischen Chirurgen zu arbeiten. Im Frühjahr 1838 gründete er die Paris Medical Society und wurde deren erster Vizepräsident.
Im Sommer 1839 ging Glover nach Newcastle. Im Juni 1840 wurde er an der Universität Edinburgh mit den Thesen „On the Physiological and Medicinal Properties of Bromine and its Compounds“ promoviert. Seine Dissertation beruhte auf Arbeiten in Newcastle. Sie wurde von der Medizinischen Fakultät in Edinburgh als eine der vier besten Arbeiten des Jahres ausgezeichnet. 1842 beschrieb Glover in einer Arbeit die pharmakologische Wirkung von Chloroform, einschließlich seiner anästhetischen Wirkung, fünf Jahre bevor der französische Physiologe Marie-Jean-Pierre Flourens über den narkotisierenden Effekt von Ether und Chloroform bei Hunden berichtete. Beide erkannten jedoch noch nicht den Nutzen für die Medizin. Glover reklamierte jedoch die Entdeckung für sich, als James Young Simpson im November 1847 über die Nutzung von Chloroform in der Geburtshilfe berichtete. Glover nahm auch an der Obduktion von Hannah Greener, einem 15 Jahre alten Mädchen, welches am 28. Januar 1848 infolge einer Chloroform-Anästhesie verstorben war, teil.
In Newcastle arbeitete Mortimer Glover an der Easter Free Dispensary. Eine Bewerbung am Newcastle Royal Infirmary wurde trotz der Empfehlungen seiner Lehrer abgelehnt. Dennoch arbeitete er später als Anästhesist für Chirurgen, wie T. N. Meggison und Sir John Fife, am Haus. Glover wurde Mitglied des Kollegiums der Newcastle School of Medicine and Practical Sciences, einer kleinen medizinischen Hochschule, wo er Chemie, Toxikologie, Medizinrecht und Philosophie der Medizin lehrte. Später wurde er Leiter der Abteilung für Chemie.
1843 wurde Mortimer Glover zum Mitglied der Newcastle Literary and Philosophical Society sowie am 2. Dezember 1850 zum Fellow der Royal Society of Edinburgh gewählt. Außerdem wurde er korrespondierendes Mitglied der Medical Society of London. 1851 bezeichnete Glover die Homöopathie als die schlimmste Art von Quacksalberei, die es je gab und vermutlich je geben würde.
Drei Jahre später übersiedelte Robert M. Glover nach London. Hier war er kurzzeitig am Royal Free Hospital tätig, bevor er ab 1855 als Militärarzt am Krimkrieg teilnahm. Er kehrte 1856 nach London zurück, wo er jedoch nicht wieder klinisch, sondern nur wissenschaftlich tätig war und im gleichen Jahr das Licentiate of the Royal College of Physicians erwarb. Er war schwer süchtig nach Opium und Chloroform. Finanziell wurde er von Freunden unterstützt.
Am 10. März 1859 heiratete Glover Sarah Hickson, eine 36-jährige Näherin, die bis kurz zuvor im Colney Hatch Asylum, der größten britischen Nervenheilanstalt der Zeit, untergebracht war.
Am Abend des 9. April 1859 fiel Glover nach offensichtlichem Chloroform-Gebrauch in ein Koma. Er verstarb am Morgen des nächsten Tages.

## Schriften
- On the Physiological and Medicinal Properties of Bromine and its Compounds. Dissertation. University of Edinburgh, 1840.
- New process for obtaining the hydrobromic and hydroiodic acids. In: Philosophical Magazine. 6/1841.
- On the pathology and treatment of scrofula. Churchill, 1846.
- Die Pathologie und Therapie der Scropheln. Förstner, 1847.
- Anaesthetic and other therapeutic effects of the inhalation of chloroform. In: Monthly Journal of Medical Sciences. 8, 1847, S. 415–417.
- On the philosophy of medicine: on quackery, etc. Seville & Edwards, 1851.
- On the Ultimate Structure of Animals and Vegetables. T. & J. Hodgson, Newcastle 1851.
- Popular Lectures on Homeopathy. T. & J. Hodgson, Newcastle 1851.
- Anaesthesia and anaesthetic agents. In: British Foreign Medico-Chirurgical Review. 1 (1852), S. 123–143.
- A Manual of Elementary Chemistry. W. Tegg, London 1855.
- Report of anaesthesia and anaesthetic agents. In: Lancet. 369-70 (1858), S. 393–394, 416–418, 444–445, 468–470.
- On mineral waters: their physical & medicinal properties. With descriptions of the different mineral waters of Great Britain and the Continent, and directions of their administration. 1857.